# Esalen-Massage
Die Esalen-Massage wurde in den 1960er Jahren am Esalen-Institut in Big Sur in Kalifornien entwickelt. Der Name stammt von den Esselen-Indianern, die früher in dieser Region lebten. Die Massage basiert auf der klassischen schwedischen Massage und wurde durch Elemente verschiedener Körpertherapien ergänzt. 1982 brachte Currie Prescott, Leiter des European Institute of Esalen-Massage, nach eigener Aussage diese Massageart nach Europa, wo sie sich weiterentwickelte. Die Esalen-Massage ist insbesondere in Frankreich auch als Massage Californien (Kalifornische Massage) bekannt. Einige Esalen-Schüler begründeten eine eigene Technik, die Art of Touch genannt wird.
1961 eröffnete das Esalen Institute in Big Sur, Kalifornien. Charlotte Selver, eine Schülerin der deutschen Gymnastiklehrerin Elsa Gindler, beeinflusste die Esalen-Massage maßgeblich, wie sie von dem „Masseur aus Los Angeles“ Bernard Gunther in den Grundzügen entwickelt wurde. 1968 bot Molly Day Shackman den ersten öffentlichen Esalen-Massage-Kurs an.

## Die Methode
Esalen-Massage wird auch als „Kunst der bewussten Berührung“ bezeichnet. Die Esalen-Massage ist eine Ganzkörpermassage. Sie besteht aus leicht fließenden Streichungen über die Gesamtlänge des Körpers, passiven Gelenkbewegungen und tiefer Strukturarbeit an Muskeln und Gelenken. Sanfte, wiegende Bewegungen, verbunden mit energetischem Ausgleichen des Körpers, stets im Einklang mit der Atmung, sind charakteristisch für die Esalen-Massage. Im Unterschied zur Sportmassage wird nicht geklopft und kaum geknetet. Eine Behandlung dauert mit Vorgespräch rund 90 Minuten. Es wird mehr Öl verwendet als bei einer klassischen Massage, wiederum aber weniger als bei Lomi Lomi aus Hawaii.
Im Laufe der Zeit sind weitere Elemente aus verschiedenen Richtungen der Körperarbeit nach Milton Trager, Feldenkrais, der Cranio-Sacral-Therapie, Tiefengewebe-Arbeit, Rolfing, Polarity und Akupressur integriert worden. Der jeweilige Behandler (Practitioner) soll sich in den Behandelten einfühlen. Auf diese Art entwickelt jeder Esalen-Massage Practitioner seinen eigenen Massage-Stil.
Ziel der Esalen-Massage ist es, die Körperwahrnehmung jeder Person, ob Klient oder Practitioner, zu erhöhen. Durch die bewusste Berührung soll die sensorische Wahrnehmung des Körpers geschärft und eine harmonische Balance herbeigeführt werden. Nach Angabe der Therapeuten können körperliche oder energetische Blockaden der Klienten gelöst werden.
Wie bei jeder Massage werden Haut und Blutzirkulation sowie das metabolische und das lymphatische System angeregt, die Muskeln und das Nervensystem entspannen sich. Sehnen und Gelenkbänder werden über die Muskulatur gedehnt, und ein Gefühl von Entspannung breitet sich im gesamten Körper aus.

## Indikationen und Kontraindikationen
Esalen-Massage eignet sich für Menschen, die unter chronischen Nacken- und Rückenschmerzen leiden. Sie hilft auch, Spannungen in Muskeln und Gelenken abzubauen, wie auch bei Kopfschmerzen und Migräne. Außerdem sollen Esalen-Massagen die Blutzirkulation verbessern, hohen Blutdruck vermindern sowie bei Schlafschwierigkeiten helfen.
Die Massage darf nicht angewendet werden bei Fieber, akuten Infektionen, Hautpilz und Tumoren (wegen der Anregung des Lymphsystems).